# Yahiro Kazama
Yahiro Kazama, född 16 oktober 1961 i Shizuoka prefektur, Japan, är en japansk tidigare fotbollsspelare.